# کوکنی
کوکنی (به مجاری:  Kökény) یک شهرداری در مجارستان است که در ناحیه پچ واقع شده‌است. کوکنی ۵۶۶ نفر جمعیت دارد.